# The Mob Doctor
The Mob Doctor è una serie televisiva statunitense trasmessa dal 17 settembre 2012 sul canale Fox, la quale, visti gli ascolti deludenti, l'ha cancellata il 28 novembre 2012 trasmettendo tuttavia tutti gli episodi prodotti.
In Italia ha debuttato in prima visione assoluta sul canale satellitare Fox Life a partire dal 24 giugno 2013.

## Trama
La serie segue un brillante chirurgo di Chicago che deve proteggere la propria carriera e reputazione, minate da un debito verso la mafia, a causa del quale sono in pericolo anche i suoi cari e i suoi amici.

## Episodi
| Stagione       | Episodi | Prima TV USA | Prima TV Italia |
| -------------- | ------- | ------------ | --------------- |
| Prima stagione | 13      | 2012-2013    | 2013            |

## Produzione
Il 9 maggio 2012 l'emittente Fox ha acquistato la serie, per mandarla in onda nella stagione televisiva 2012-2013.